# 岡山市立操南中学校
岡山市立操南中学校（おかやましりつそうなんちゅうがっこう）は、岡山県岡山市中区藤崎にある公立中学校。

## 沿革
- 1947年（昭和22年）：岡山県上道郡三蟠村・沖田村・操陽村学校組合操南中学校として開校
- 1952年（昭和27年）：岡山市立操南中学校に改称
- 1953年（昭和28年）4月1日：岡山市立旭東中学校から岡山市のうち旧富山村の区域を分離、本校の学区に編入
- 1986年（昭和61年）：岡山市立富山中学校を分離

## 部活動
- バスケットボール部 -
- バレーボール部 -
- ハンドボール部 -
- 卓球部 -
- ソフトテニス部 -
- 野球部 -
- サッカー部 -
- 陸上競技部 -
- 剣道部 -
- 水泳部 -
- 吹奏楽部 -
- 合唱部 -
- 美術工芸部 -
- 茶道部 -
- 科学部 -

## 主な出身者
- 萩原渉 - 1991年卒（テニス部に所属[2]）、岡山放送アナウンサー
- 栗山友文 - 1997年卒、サッカー選手、指導者
- 藤岡裕大 - 2009年卒、プロ野球選手（千葉ロッテマリーンズ）
- 藤本紅美 - 2011年卒（テニス部に所属[2]）、岡山放送アナウンサー
- 難波侑平 - 2015年卒、元プロ野球選手
- 奥山洋平 - 2015年卒、プロサッカー選手（FC町田ゼルビア)

## 校区
- 岡山市立旭操小学校[3][4]
- 岡山市立操南小学校[3][4]
- 岡山市立操明小学校[3][4]

## 校区が隣接している学校
- 岡山市立東山中学校
- 岡山市立富山中学校
- 岡山市立上南中学校
- 岡山市立光南台中学校 （児島湾を挟んで隣接。）
- 岡山市立福南中学校
- 岡山市立福浜中学校